# ATTRIB

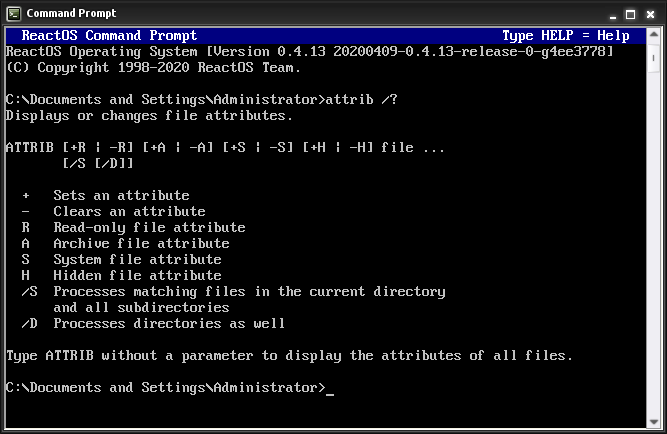
Polecenie ATTRIB w systemie ReactOS

ATTRIB – polecenie pozwalające wyświetlać, ustawiać lub usuwać atrybuty przypisane do plików lub katalogów.
Użycie polecenia ATTRIB bez parametrów wyświetli atrybuty wszystkich wplików w bieżącym katalogu.
Polecenie używane w systemiach Windows oraz w środowiskach DOS i MS-DOS.

## Parametry polecenia
| Parametr                       | Opis |
| ------------------------------ | --- |
| {+\\|-}r                       | Ustawia (+) lub czyści (-) atrybut pliku tylko do odczytu. |
| {+\\|-}a                       | Ustawia (+) lub czyści (-) atrybut pliku Archive (archiwum). Ten atrybut zaznacza pliki, które zostały zmienione od ostatniego czasu utworzenia ich kopii zapasowej. Komenda XCOPY używa tego atrybutu.                                       |
| {+\\|-}s                       | Ustawia (+) lub czyści (-) atrybut pliku System (systemowy). Jeśli plik używa już tego atrybutu należy wyczyścić ten atrybut przed zmianą jakiegokolwiek innego atrybutu w pliku.                                                             |
| {+\\|-}h                       | Ustawia (+) lub czyści (-) atrybut pliku Hidden (ukryty). Jeśli plik używa już tego atrybutu należy wyczyścić ten atrybut przed zmianą jakiegokolwiek innego atrybutu w pliku.                                                                |
| {+\\|-}o                       | Ustawia (+) lub czyści (-) atrybut pliku Offline (bez podłączenia do internetu). |
| {+\\|-}i                       | Ustawia (+) lub czyści (-) atrybut pliku Not Content Indexed (brak zaindeksowanej zawartości). |
| {+\\|-}x                       | Ustawia (+) lub czyści (-) atrybut pliku Scrub. |
| {+\\|-}p                       | Ustawia (+) lub czyści (-) atrybut pliku Pinned. |
| {+\\|-}u                       | Ustawia (+) lub czyści (-) atrybut pliku Unpinned. |
| {+\\|-}b                       | Ustawia (+) lub czyści (-) atrybut pliku SMR Blob. |
| [<drive>:][<path>][<filename>] | Określa lokalizację i nazwę folderu, pliku lub zbioru plików, które chcemy zobaczyć lub zmienić ich atrybuty. You can use the ? and * wildcard characters in the filename parameter to display or change the attributes for a group of files. |
| /s                             | Stosuje attrib i dowolną opcję wiersza poleceń do pasujących plików w bieżącym katalogu oraz wszystkich podkatalogach. |
| /d                             | Stosuje attrib i dowolną opcję wiersza poleceń dla katalogów. |
| /l                             | Stosuje attrib i dowolną opcję wiersza poleceń do linków symbolicznych, a nie plików na które wskazują. |
| /?                             | Wyświetla pomoc dla polecenia w oknie konsoli. |

## Przykłady użycia[1]
Wyświetlenie atrybutów pliku news86:
```
ATTRIB news86

```

Przypisanie atrybutu Read-only (tylko do odczytu) plikowi report.txt:
```
ATTRIB +r report.txt

```

Usuwanie atrybutu Read-only (tylko do odczytu) z plików w katalogu public oraz jego podkatalogach na dysku z literą B:
```
ATTRIB -r b:\public\*.* /s

```

Przypisanie atrybutu Archive (archiwum) dla wszystkich plików na dysku A, a następnie usuwanie tego atrybutu dla wszystkich plików z rozszerzeniem .bak na dysku A:
```
ATTRIB +a a:*.* 
&
 ATTRIB -a a:*.bak

```